# Заврч (футбольний клуб)
СФШ «Заврч» (словен. Društvo nogometna šola Zavrč) — словенський футбольний клуб з однойменного поселення, заснований 1969 року, розформований у 2013 році та відновлений 2016 року як футбольна школа. Виступає у Другій лізі. Домашні матчі приймає на стадіоні «Спортни Парк», потужністю 962 глядачі.